# Saint-Frézal-d'Albuges
Saint-Frézal-d'Albuges este o comună în departamentul Lozère din sudul Franței. În 2009 avea o populație de 51 de locuitori.

## Evoluția populației
| An        | 1975 | 1982 | 1990 | 1999 | 2006 | 2009 |
| --------- | ---- | ---- | ---- | ---- | ---- | ---- |
| Populație | 79   | 62   | 56   | 42   | 47   | 51   |